# احضار (فیلم ۱۹۸۰)
احضار یا دمدمی (به انگلیسی: The Changeling) فیلمی محصول سال ۱۹۸۰ و به کارگردانی پیتر مداک است. در این فیلم بازیگرانی همچون جرج سی. اسکات، تریش ون دیویر، ملوین داگلاس، جان کالیکوس، جین مارش، هلن بورنس، مدلن شروود، بری مورس، فرانسیس هایلند، اریک کریسمس، رابرتا مکسول و لوئیس زوریچ ایفای نقش کرده‌اند. 